# Saturno IB
El Saturno IB fue un cohete estadounidense de dos fases, producido por las empresas Chrysler y McDonnell Douglas. Se considera el antecesor del poderoso Saturno V, destinado a probar el módulo de mando y servicio para vuelos en órbita terrestre.
Se empleó en las últimas pruebas del complejo Apolo, en 9 lanzamientos y 5 vuelos entre orbitales y suborbitales con y sin tripulación entre febrero de 1966 y junio de 1975 con un 100 % de éxitos. Consta de una primera fase S-1B con 8 motores H-1 de queroseno y oxígeno líquido y con una fuerza impulsora de 743 904 kg a nivel del mar.
La segunda fase S-IVB constaba de un solo motor J-2 de oxígeno e hidrógeno líquido, reorientable en vuelo, y con una potencia de 104 328 kg. Sobre esta fase se encontraba la caja de equipos, así como una fase cónica que se unía al módulo de servicio, al que iba adosado el módulo de mando con su correspondiente torre eyectora de socorro.
Tiene una longitud de 68,27 metros, 43,3 sin el complejo Apolo, y un diámetro de 6,58 metros. La capacidad de lanzamiento es de 18 144 kilogramos hasta una órbita terrestre de 194,5 kilómetros, y ha sido el vector de los tres vuelos tripulados Skylab 2-3-4 y de la única misión en colaboración con la Unión Soviética en el programa Apolo-Soyuz.
- Datos: Q719315
- Multimedia: Saturn IB / Q719315